# Райківська волость
Райківська волость — історична адміністративно-територіальна одиниця Новоград-Волинського повіту Волинської губернії Російської імперії. Волосний центр — село Райки.
З 1921 року входила до складу Новоград-Волинського повіту.
Станом на 1885 рік складалася з 9 поселень, 9 сільських громад. Населення — 5510 осіб (2646 чоловічої статі та 2864 — жіночої), 763 дворових господарств.
|                     | Площа, десятин | У тому числі орної, дес. |
| ------------------- | -------------- | ------------------------ |
| Сільських громад    | 5633           | 5309                     |
| Приватної власності | 6343           | 5017                     |
| Казенної власності  | —              | —                        |
| Іншої власності     | 264            | 218                      |
| Загалом             | 12240          | 10544                    |

Основні поселення волості:
- Райки — колишнє власницьке село, при струмку Білки, 476 осіб, 78 дворів, волосне управління (повітове місто — 110 верст); православна церква, школа, постоялий  будинок, водяний млин.
- Вишнопіль — колишнє власницьке село, при струмку Маківкі, 570 осіб, 104 дворів,  православна церква, школа, постоялий будинок.
- Губин — колишнє власницьке село, при р. Случ, 720 осіб, 102 двора, православна церква, школа, постоялий будинок.
- Мартинівка — колишнє власницьке село, при струмку Папіщевкі, 578 осіб, 100 дворів, православна церква, школа, постоялий будинок, водяний млин.
- Северини — колишнє власницьке село, при струмку Туляки, 505 осіб, 86 дворів, православна церква, школа, поштова станція, постоялий будинок, водяний млин.
- Хижники — колишнє власницьке село, при струмку Білки, 479 осіб, 70 дворів, православна церква, школа, постоялий будинок.
- Чорна — колишнє власницьке село, 908 осіб, 51 двір, православна церква, школа, постоялий будинок.